# 李仁元
李仁元（？—1853年），字资斋，一字伯元，河南济源人。清朝政治人物。

## 生平
李仁元为道光二十七年（1847年）丁未科进士，与李鸿章、沈葆桢、马新贻等同榜。初任内阁中书。咸丰元年（1851年），改授乐平（今乐平市）知县。当地民风剽悍，仁元教之以礼让。对熟习兵器者，仁元指出：“民不畏死，然后可以致死。今天下多事，正此辈效顺之时也。”于是招纳乡勇六百人，日加训练，周边土匪畏惧，气焰有所收敛。乐平与鄱阳县相邻，仁元的政绩也与鄱阳县令沈衍庆齐名。
咸丰三年（1853年），太平军攻南昌，沈衍庆率兵助剿，由李仁元统摄鄱阳事务。不久，衍庆为防御太平军来攻，返回鄱阳。衍庆念及仁元的父母妻儿都在乐平，劝其离开。仁元说：“贼旦夕且至，临敌易令，是谓我不丈夫也。”于是二人商议，协同防守。当时正值雨季，鄱阳湖水涨，城墙倾圮，无险可守。二人审度地势，衍庆屯军南门，仁元守北门，为犄角之势。部署方定，太平军乘船来攻，被守军以炮火击毁。太平军于是绕道东门登岸，入城，衍庆迎击，敌军略微退却，又向北进攻，仁元率乐平兵勇与太平军巷战，阵亡。

## 身后
其部力战，死者过半，最终抢得仁元遗体退出。
此前，乐平土匪恐怕仁元归来，尚不敢动。死讯传来，土匪攻城迎接太平军。仁元老母对仁元妻女顾其妇及女说：大祸将至，应早作打算！女眷皆为仁元殉死。不久城破，其父、其弟也不屈而死。朝廷下诏追赠理李仁元知府衔，并在鄱阳与衍庆合建祠祭祀，另在乐平县建专祠，其父予墀、母陈氏、妻金氏、弟诚元、妹三人、妾杨氏及仆、妇等人均附祀。